# Krzysztof Bałdyga
Krzysztof Bałdyga (ur. 12 stycznia 1972 w Ostrołęce) – polski biegacz długodystansowy.
Zawodnik klubów: Browar Scholler Namysłów, WKS Oleśniczanka Oleśnica. Mistrz Polski w biegu na 10 000 metrów (1998) i brązowy medalista mistrzostw Polski w biegu na 5000 metrów (1998). 
Rekordy życiowe: 
1500 metrów - 3:41,23 (1993), 3000 metrów - 7:55,23 (1993), 5000 metrów - 13:39,40 (1994), 10 000 metrów - 28:49,02 (1998), półmaraton - 1:03:24 (1994), maraton - 2:18:31 (1996)